# Singawada
Singawada is een bestuurslaag in het regentschap Majalengka van de provincie West-Java, Indonesië. Singawada telt 2724 inwoners (volkstelling 2010).